# Мраморный фонтан-ваза
Мра́морный фонта́н-ва́за — историческое сооружение в городе Пушкине, восстановленный фонтан. Находится на территории Екатерининского парка, в Собственном саду перед южным фасадом Зубовского корпуса. Объект культурного наследия России федерального значения.

## История
Собственный сад Екатерины II у Екатерининского дворца первоначально был создан в 1770-х годах архитектором В. И. Нееловым и садовым мастером Д. Бушем. Сад включал в себя Большой английский луг с Кагульским обелиском и Верхние пруды с павильонами и мостами. Этот район парка, прилегавший к личным покоям императрицы, она использовала для утреннего моциона. В 1855 году, при Александре II, часть Большого английского луга между Кагульским обелиском и южным (Зубовским) корпусом дворца, где находились апартаменты императора, было решено закрыть для публики. В 1856 году эту часть пейзажного парка огородили невысокой чугунной решёткой с тремя воротами и литыми позолоченными бронзовыми украшениями (не сохранилась), созданной по проекту архитектора А. Ф. Видова. Проект устройства в Собственном саду перголы, фонтана и цветников также составил А. Ф. Видов. Этим садом пользовались только члены императорской семьи и их ближайшее окружение.
Композиционным центром Собственного сада стал большой фонтан с восьмигранным бассейном и высокой вазой, изготовленной из каррарского мрамора на Петергофской гранильной фабрике в 1866 году. Автором фонтана-вазы считается скульптор и камнерез Грациозо Ботта. Вокруг фонтана были разбиты цветники и проложены извилистые дорожки, также в саду были установлены мраморные скульптуры. Снабжение фонтана водой по чугунным трубам устраивали специалисты завода Сан-Галли, оно вошло в систему дополнительного водоснабжения Екатерининского дворца, Лицейского флигеля и дворцовой кухни.
В годы войны фонтан не пострадал и сохранился до настоящего времени в первоначальном виде, однако с середины 1990-х годов не функционировал из-за повреждения гидроизоляции чаши и механизма водоснабжения.
В 2001 году мраморный фонтан-ваза в составе ансамбля Екатерининского дворца и парка был признан объектом культурного наследия федерального значения.
В 2015 году проводилось комплексное обследование фонтана с целью дальнейшей реставрации. На основании информации, собранной сотрудниками ООО «Ресстрой», была разработана методика реставрационных и ремонтных работ, согласованная с КГИОП. Реставрация началась в конце 2016 года. Работы вели специалисты Царскосельской янтарной мастерской. Была разобрана и восстановлена разрушенная гидроизоляция чаши, отреставрированы и склеены расколотые элементы, укреплены и расчищены от загрязнений, окислов железа и биологических повреждений поверхности, произведена герметизация трещин и стыков, восполнены утраты декора и сколы, мрамор был обработан восковой мастикой. Общая стоимость работ составила свыше 16 миллионов рублей. Отреставрированный фонтан был торжественно запущен 28 августа 2018 года.

## Описание
Фонтан с восьмигранным бассейном и высокой чашей в форме вазы решён в приёмах барокко. Широкая плоская чаша фонтана из каррарского мрамора с выпуклыми каннелюрами украшена в нижней части львиными маскаронами, соединёнными провисающими гирляндами, и поясом иоников по внешней кромке. Чаша расположена на ножке, украшенной карнизами, гирляндами, раковинами, а также маскаронами в виде мужских лиц, служащими малыми водомётами. Крепованное широкое основание ножки украшают волюты и раковины. Мраморный восьмигранный бассейн фонтана декорирован восемью вазами, расположенными на стыках граней бортика; вазы с округлым туловом на тонкой ножке, украшенные провисающими лавровыми гирляндами и «кистями», стоят на квадратных высоких плинтах. Пол бассейна покрыт плитами из «сибирского» (уральского) мрамора. Доминантная струя фонтана бьёт на высоту 5 м, а кольцевая группа из 12 струй верхней чаши — на 3 м. Также после реставрации активированы 4 водомёта-маскарона на ножке чаши и 12 ниспадающих самотёчных струй из львиных пастей, расположенных в нижней части чаши.

### Комментарии
1. ↑  В различных источниках, в том числе в документе о постановке на охрану, встречаются также такие варианты указания авторства как Ф. Ботта и Ф. В. Бота